# Order of the Federal Republic (Nigeria)

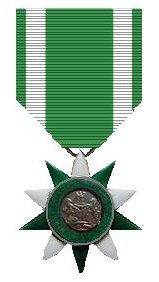
Order of the Federal Republic (Nigeria)

Der Order of the Federal Republic (OFR, dt.: Orden der Bundesrepublik) ist einer von zwei Verdienstorden der Federal Republic of Nigeria. Er wurde 1963 eingeführt. Er steht über dem Order of the Niger.
Die höchste Auszeichnung ist Grand Commander (Großkommandant) im Order of the Federal Republic und Grand Commander im Order of the Niger. Diese Auszeichnungen werden dem Präsidenten bzw. dem Vizepräsidenten verliehen. Der Vorsitzende Richter am Obersten Gerichtshof und der Vorsitzende des Senats sind qualifizierte und von Amts wegen eingesetzte Kommandeure des Order of the Niger.
Nigeria ist dem britischen Vorbild in Form und Struktur des Ordens gefolgt. Es gibt auch Namenszusätze.

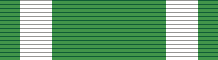
Order of the Federal Republic.

Der Orden umfasst eine Zivilabteilung und eine Militärabteilung. Das Band der Militärabteilung hat in der Mitte eine kleine rote Linie.

## Grade
Der Orden hat vier Stufen:

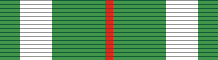
Order of the Federal Republic (Militär).

- Grand Commander of the Order of the Federal Republic (GCFR)
- Commander of the Order of the Federal Republic (CFR)
- Officer of the Order of the Federal Republic (OFR)
- Member of the Order of the Federal Republic (MFR)

## Träger  (Auswahl)

### Grand Commander of the Order of the Federal Republic (GCFR)
- Abdulsalami Abubakar
- Ibrahim Babangida
- Goodluck Jonathan
- Moshood Abiola
- Muammar al-Gaddafi
- Muhammadu Buhari
- Nelson Mandela
- Nnamdi Azikiwe
- Obafemi Awolowo
- Olusegun Obasanjo
- Elisabeth II.
- Sani Abacha
- Shehu Shagari
- Umaru Musa Yar'Adua

### Commander of the Order of the Federal Republic (CFR)
- Jürgen Brandt
- Alwali Kazir
- Al-amin Daggash
- Azubuike Ihejirika
- Alhaji Isa Sali
- Aminu Tambuwal
- Clement Isong
- Daniel Aladesanmi II
- Mohammed Bello Adoke
- Mrs. Victoria Gowon
- Yahaya Abubakar
- Ngozi Okonjo-Iweala
- Abubakar Gumi
- Alaafin Lamidi Adeyemi Atanda
- Jones Oladehinde Arogbofa

### Officer of the Order of the Federal Republic (OFR)
- Afe Babalola
- Dahiru Usman Bauchi
- Abdullahi Umar Ganduje
- Alhaji Umaru Baba
- Ayo Oritsejafor
- Hon.Justice Ibrahim Auta Ndahi
- Babatunde Jose
- Buhari Bala
- Christopher E. Abebe[3]
- Ingenieur Ibrahim Khaleel Inuwa
- Ernest Chukwuka Anene Ndukwe
- Grace Alele-Williams
- Idris Legbo Kutigi
- Innocent Umezulike
- Magaji Muhammed
- Muhammad Indimi
- Kashim Zannah
- Lere Paimo
- Samuel Kolawole Babalola
- Professor Gregory Ikechukwu Ibe
- Senator Dr. Victor Umeh
- Shettima Mustapha
- Suleiman A. Kawu Sumaila
- S. A. Ajayi
- Taiwo Akinkunmi[4]
- Tijjani Muhammad-Bande
- Wole Olanipek
- Temitope Balogun Joshua (geb. 12. Juni 1963, T. B. Joshua), nigerianischer charismatischer Pastor, Televangelist und Philanthrop.

### Member of the Order of the Federal Republic (MFR)
- H.E Ambassador Aminu A.Wisdom
- Tony Elumelu
- Albatan Yerima Balla[5]
- Alh Muhammad Mujtaba Ahmed
- Bode Augusto
- High Chief Gabriel Emmanuel Umoden
- Kofoworola Ademola
- Lere Paimo[6]
- Muktar A. Gadanya
- Samuel Olatunde
- Genevieve Nnaji
- Omotola Ekeinde
- Olu Jacobs
- Osita Iheme[7]
- Otunba Lanre Ipinmisho
- Sylvanus Okpala